# Jimalalud

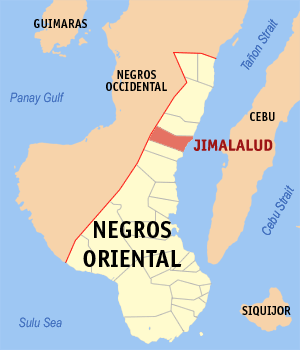
Bản đồ Negros Oriental với vị trí của Jimalalud

Jimalalud là một đô thị hạng 4 ở tỉnh Negros Oriental, Philippines. Theo điều tra dân số năm 2000, đô thị này có dân số 26.756 người trong 5.144 hộ.

## Barangay
Jimalalud được chia thành 28 barangay.
| - Aglahug - Agutayon - Apanangon - Bae - Bala-as - Bangcal - Banog - Buto - Cabang - Camandayon - Cangharay - Canlahao - Dayoyo - Eli | - Lacaon - Mahanlud - Malabago - Mambaid - Mongpong - Owacan - Pacuan - Panglaya-an - North Poblacion - South Poblacion - Polopantao - Sampiniton - Talamban - Tamao |